# Sinner Man
Pistes de Pastel Blues
Strange Fruit
(8)
Sinner Man, aussi orthographié Sinnerman, est une chanson américaine de negro spiritual interprétée et reprise par de nombreux artistes. La chanson date du début du XXe siècle, mais la plupart des versions actuelles dérivent des changements apportés par la version de 1959 du groupe américain de folk The Weavers. L'interprétation de ces derniers est présente pour la première fois sur leurs compilations Gospel et Reunion at Carnegie Hall Part 2.

## Reprises

### Nina Simone
Sinnerman (en un seul mot) est l'une des chansons les plus connues de Nina Simone, dont elle enregistre la version  définitive, qui dure plus de 10 minutes, sur son album Pastel Blues (en) sorti en 1965. La chanteuse en avait appris les paroles durant son enfance lors des « réunions de Réveil » (revival meetings (en)) organisées par sa mère, croyante méthodiste, pour aider les gens à confesser leurs péchés. Dans les premières années de sa carrière, au début des années 1960, très présente sur la scène artistique de Greenwich Village, Nina Simone avait déjà pour habitude de chanter ce morceau à la fin de ses concerts. Une version plus récente de la chanson existe, enregistrée en direct au Village Gate, mais elle n'a jamais été utilisée sur l'album Nina at the Village Gate (sorti en 1962 et produit par Colpix).
La version de Nina Simone est reprise en partie par Kanye West pour la chanson Get By de Talib Kweli, par Timbaland pour la chanson Oh Timbaland et par Felix da Housecat pour la série Verve Remixed (produite par Verve Records). Elle est aussi reprise par 16 Horsepower dans le premier album Folklore en 2002, et par le groupe punk rock Żegota dans Self-Titled 7". Le rappeur français Abd al Malik (artiste) sample également la version originale pour un titre de son album Gibraltar sorti en 2006, ainsi que la chanson See Line Woman pour le titre Le Grand frère du même album.
On retrouve la chanson sous plusieurs versions dans de nombreuses œuvres, notamment cinématographiques (Thomas Crown, Cellular, Inland Empire, Hold-up à l'italienne…)

### Peter Tosh et The Wailers
Sinner Man fait aussi l'objet de plusieurs interprétations par Peter Tosh. D'abord au sein du groupe The Wailers, avec une première reprise ska enregistrée au Studio One de Kingston, en mars 1966, une deuxième intitulée Oppressor Man en 1970 puis une troisième, Downpresser, en janvier 1971. Enfin, il enregistre une dernière version intitulée Downpressor Man pour son deuxième album solo Equal Rights paru en 1977.

### Autres morceaux
Sinner Man est un morceau de Trini Lopez, dans l'album All My Best. Sinner Man est aussi le titre d'un morceau de disco écrit par Amanda George et Rob Hegel pour Sarah Dash en 1979.
Sinnerman est un morceau de Midge Ure issu de l'album Breathe écrit par Ure et Danny Mitchell. Sinnerman est également le titre d'un morceau de tech house produit par Sean Miller et Daniel Dubb, sorti sur le label Toolroom records le 4 avril 2011. Ce morceau atteint très vite la première place des ventes sur le site web Beatport, et est désormais rangé parmi les classiques des fans du genre.

## Dans la culture populaire

### Cinéma
- La Jeune Fille (1960, au début du film)
- Thomas Crown 1999
- Crime + Punishment (2000, avec deux versions différentes)
- Crimes et Pouvoir (2002, avec le remix de Felix da Housecat, durant la séquence finale)
- Cellular (2004) (bande-son du film : Sinnerman Cellular Soundtrack (Felix Da Housecat's Heavenly House Mix (Extended Vocal))
- Hyper Tension (Crank) (2004)
- Ocean's Twelve (2004)
- Miami Vice (2006, avec le remix de Felix da Housecat, lors de la scène d'ouverture dans la boîte de nuit)
- Inland Empire (2006, à la fin)
- Déjà Vu (2006)
- Skate or Die (2008)
- Golden Door (2007)
- Les Seigneurs de la mer (2007)
- The Windsurfing Movie (2007)
- A Very British Gangster (2007)
- Sans Sarah, rien ne va ! (Forgetting Sarah Marshall) (2008)
- Les Regrets (2009)
- Louise Wimmer (2011)
- The Dark valley (2015, reprises)
- Harriet (2019)
- L'Ennemi (2022, réalisé par Stephan Streker)

### Télévision
- Dans un épisode de Scrubs (My Own Personnal Jesus) (saison 1, épisode 11)
- Homicide
- Life on Mars - Série britannique diffusée sur BBC One (saison 1, épisode 7)
- Nash Bridges
- Entourage (saison 4, épisode 6)
- Hold-up à l'italienne - Téléfilm de 2008 diffusé sur TF1
- Person of Interest (saison 1, épisode 7)
- Sherlock (saison 2, épisode 3)
- Blacklist (saison 1, épisode 2)
- Lucifer (saison 1, épisode 6)
- Vinyl (saison 1, épisode 5)
- Umbrella Academy (saison 1, épisode 3)
- Lovecraft Country (saison 1, épisode 2)

### Publicités
- Spot Seat Ateca, septembre 2016. Extrait de : Pastel Blues de Nina Simone (1965)[2].
- Spot Apple Watch Séries 2, octobre 2016. Extrait de : Pastel Blues de Nina Simone (1965)[3].